# Kristijan IV. Danski
Kristijan IV., danski in norveški kralj, vojvoda Schleswiga in Holsteina, * 12. april 1577, Hillerød, † 28. februar 1648, Kopenhagen.
Kristijan IV.  je bil eden najbolj dinamičnih kraljev iz rodbine Oldenburžanov. Vzpodbujal je raziskave arktičnih območij, razvoj gospodarstva in trgovine, tudi v daljno Indijo, ustanovil mnogo novih mest, reorganiziral je vojsko in razvil mornarico. V kalmarski vojni je na račun Švedske še povečal svojo dominacijo na Baltiku. Njegov poseg v tridesetletno vojno pa se je končal s hudim porazom. Njegova neprijazna politika do Švedske je pripeljala do nove, Torstensonove vojne, ki jo je Danska izgubila in morala dominacijo na Baltiku prepustiti Švedom.

## Poreklo
Kristijan IV.  je bil tretji otrok in prvi sin danskega in norveškega kralja Friderika II. in Zofije, hčerke grofa Mecklenburško-Schwerinskega. Po materi je bil tudi naslednik kralja Ivana Danskega, po očetu in materi pa naslednik pravega Oldenburžana, Kristijana I. Danska je bila tedaj volilna monarhija, zato je dal oče že triletnega izvoliti za naslednika danskega prestola. Norveški prestol mu je bil dostopen po rojstvu, ker je bila Norveška dedna monarhija. Oče je Kristijanu umrl, ko je bil ta star šele deset let.

## Mladi kralj
Skrbnik oblasti mladoletnega kralja je bil regentski svet, ki ga je vodil kancler Niels Kaas (1535–1594) in so ga sestavljali člani državnega sveta Peder Munk (1534–1623), Jørgen Ottesen Rosenkrantz (1523–1596) in Christoffer Valkendorff (1525-1601). Sodelovati je želela tudi mati, a so jo odklonili. Bila pa je regentka v vojvodinah Schleswig in Holstein. Po smrti Nielsa Kaasa je njegovo vlogo prevzel Jørgen Rosenkrantz.
Kristijan se je pri študiju na Sorø Academy pokazal kot nadarjen in vztrajen študent.
Devetnajstleten je lahko zavladal sam. 17. avgusta 1595 je podpisal listino svoboščin danskega plemstva. Dvanajst dni kasneje ga je škof Zelandije kronal z danskimi vladarskimi simboli. Novembra 1597 se je poročil z Ano Katarino, hčerko brandenburškega volilnega kneza Joachima Friderika.

## Samostojen vladar
Ko je zavladal, je bilo dansko kraljestvo stabilno in bogatejše kot ostala Evropa. Državi so velike dohodke prinašale pristojbine za plovbo skozi Øresund, skozi katerega je šla vsa trgovina z Baltikom.
Kristijan je s svojo energijo takoj začel pospeševati aktivnosti, ki naj bi krepile državo, tako gospodarsko kot vojaško. Začelo se je obdobje reform. Spodbujal je gospodarske dejavnosti, gradnjo tovarn, trgovino in pomorstvo. Ustanovil je številna mesta, večje število stavb v stilu danske renesanse. Z namenom, da bi razširil svojo suverenost v arktične vode in Grenlandijo, je organiziral tja tri ekspedicije (1605--07), ki pa so bile neuspešne zaradi pomanjkljivih izkušenj vodij v težkih arktičnih razmerah. Po vsej državi je gradil utrdbe. V vojsko (tedaj so bile vojske najemniške) je začel vključevati rekrutirane kmete. V štirinajstih letih je povečal mornarico od 22 na 60 ladij.
Leta 1606 je obiskal svojega svaka, moža sestre Ane, škotskega kralja, ki je tri leta prej postal tudi kralj Anglije in Irske, Jakoba I. Večdnevni državniški obisk, z lovom, predstavami in srečanji je ostal v zgodovinskem spominu po izredni vzdržljivost obeh kraljev, ki sta, po opisu dvorjana Sira Johna Haringtona, prenesla več alkohola kot njihovi dvorjani. Kristijan je ponovno obiskal Anglijo leta 1614.
Kristijan je prvič uporabil svojo novo organizirano vojsko, sestavljeno pretežno iz nemških najemnikov, ko je kljub nasprotovanju državnega sveta (Rigsrådet) začel vojno s Švedi za prevlado na Baltskem morju. Vojno so kasneje poimenovali kalmarska vojna, ker je bila njena glavna operacija zavzetje najjužnejše švedske utrdbe Kalmar. Po posredovanju Anglije in Nizozemske je bil januarja 1613 sklenjen mir v Knäredu; Švedska je morala Danski odstopiti celotno Finsko marko, donosno zaradi trgovine z ribami in kožami, za vrnitev Kalmarja pa je morala Danski do leta 1618 izplačati še milijon talerjev. Kristijan je skušal rigsrådet prepričati, da potrebuje stalno vojsko, kar pa mu ni uspelo. 
Kristijan je leta 1616 podelil koncesijo Danski vzhodnoindijski družbi. Ekspedicija na Cejlon v naslednjih letih ni uspela, ustanovili pa so prvo dansko kolonijo v Tranquebaru (Tharangambadi) na indijski Koromandelski obali. Neuspešna je bila tudi ekspedicija v severno Ameriko (1619). Leta 1617 je v vojvodini Holstein ob ustju reke Labe nasproti Hamburga ustanovil mesto Glückstadt. Da bi privabil sposobne bogate trgovce, je nizozemskim remonstrantom in minoritom ter portugalskim judom v mestu zagotovil versko svobodo.
Kristijan je bil kot vojvoda Holsteina, ki je ležal v Svetem rimskem cesarstvu, tudi knez cesarstva, kjer se je leta 1618 začela tridesetletna vojna. Po porazu protestantskih vojska na Češkem in v Palatinatu so protestanti iskali pomoč tudi v protestantski Skandinaviji. Pa tudi Kristijan je imel interese v Evropi. Z nadzorom nad velikima nemškima rekama Labo in Weserjem bi lahko zavaroval svojo dominacijo na Baltiškem morju, želel pa je tudi za svojega sina Friderika pridobiti sekularizirano nemško nadškofijo Bremen in knežjo škofijo Verden. Že leta 1621 je prepričal cerkvene oblasti, da so Friderika imenoval za koadjutanta v obeh cerkvenih državah.
Maja 1625 se je Kristijan pustil izvoliti za vojaškega poveljnika spodjesaškega okrožja cesarstva. Negovo namero, da se vključi v vojno, sta podprli Anglija in Nizozemska, ki sta mu s pogodbo v Haagu obljubili finančno pomoč. Angleški kralj Karel I., ki je bil po svoji materi Ani Kristijanov nečak, mu je poslal v pomoč 13.700 škotskih vojakov. Tako se je junija 1626 Kristijan z vojsko okrog 20.000 mož odpravil iz Holsteina na Spodnjesaško, kjer pa ga je 26. avgusta v bitki pri Luttru premagal izkušeni vojskovodja grof Tilly. Do poletja 1627 je cesarjev vojskovodja Wallenstein zavzel ves polotok Jutlandijo in obkolil hanseatsko mesto Stralsund. Januarja 1628 se je Kristijan povezal s švedskim kraljem Gustavom Adolfom, saj sta se oba bala nemške ekspanzije na Baltik. Skupaj sta prisilila Wallensteina, da je prenehal oblegati Stralsund. Premoč na morju je tako omogočila Krtistijanu, da je lahko leta 1629 sklenil s cesarjem dokaj časten mir v Lübecku, tako da ni izgubil nobenih ozemelj. Zavezal pa se je, da ne bo več posegal v vojno.
Švedski kralj Gustav Adolf je tako ostal edini možni zaščitnik severnonemških protestantskih knezov. Ko mu je Francija pomagala skleniti ugoden mir s Poljaki, s katerimi je bil v vojni, in mu obljubila finančno pomoč, se je leta 1630 vključil v tridesetletno vojno, sprva zelo uspešno. Kristijan je ljubosumno gledal na njegove uspehe in vodil politiko, ki je bila usmerjena v zmanjševanje švedskega  vpliva na Baltiku. V ta namen je nesorazmerno povečeval pristojbine za vožnjo skozi Øresund. To je prizadevalo tudi Nizozemce, ki so Švede podprli s svojo mornarico.
Decembra 1643 je švedski feldmaršal Lennart Torstenson z zasedenega nemškega ozemlja prekoračil južno dansko mejo in hitro zasedel vso Jutlandijo. Nepričakovan napad je ponovno aktiviral energijo šestinšestdesetletnega kralja, ki je v načrtovanju obrambe garal dan in noč. 1. julija 1644 ga je v bitki pri Colberger Heide na krovu ladje Trinity močno ranila eksplozije v njegovi bližini, a je bil takoj spet na nogah in vzpodbujal vojake, naj se borijo dalje. Februarja 1645, ko so bile danske vojaške zaloge že povsem izčrpane, je moral sprejeti mir v Brömsebru. Danska se je morala odreči otokoma Gotland, Saaremaa ter (za 30 let) provinci Halland, medtem ko je Norveška izgubila dve provinci Jämtland in Härjedalen. Švedska je s tem dobila premoč na Baltskem morju.
Po Torstensonovi vojni je imel na dansko politiko vse večji vpliv rigsrådet pod vodstvom Kristijanovih zetov Corfitza Ulfeldta in Hannibala Sehesteda. Zadnja leta življenja so Kristijanu zagrenila nesoglasja z zetoma, zlasti ambicioznim Corfitzom Ulfeldtom.

## Spomin nanj in zapuščina
Kristijan IV. je bil bistrega duha in poln življenjske energije, zagnan, neutruden delavec, vse kar je počel je delal z veseljem. Govoril je dansko, nemško, latinsko, francosko in italijansko. Po naravi je bil vesel in prijazen, zabaven v veseli družbi, po drugi strani pa tudi vročekrven, razdražljiv in nasladen. Pregovorna je bila njegova vzdržljivost pri pitju alkohola. Obseden pa je bil s čarovništvom in zato odgovoren za številne čarovniške procese in sežige čarovnic.
Ustanovil je številna mesta kot so Kristiansand, Kristianstad, Kristianopel, Christianshavn, Glückstadt in vzpodbudil gradnjo palač kot so Frederiksborg, Rosenborg in Halmstad. Bil je tipičen renesančni kralj, ki je najemal glasbenike in umetnike po Evropi. Pri tem je sodeloval s sestrama angleško kraljico Ano in braunschweško-wolfenbüttelsko vojvodinjo Elizabeto.

## Družina
Kristijan IV. se je novembra 1597 poročil z Ano Katarino (1575–1612), hčerko brandenburškega volilnega kneza Joachima Friderika, s katero je imel 6 otrok:
- Friderik (1599)
- Kristijan (1603--1647), kronski princ
- Zofija (1605)
- Elizabeta (1606--1608)
- Friderik III. (1609--1670), danski kralj
- Ulrik III. (1611--1633), administrator knežje škofije Schwerin

Drugič se je poročil decembra 1615 z Lundegaard Kirsten Munk (1598--1658), s katero je imel deset otrok:
- Ana Katarina (1618--1633) ∞ Frants Rantzau
- Zofija Elizabeta (1619--1657) ∞ Kristijan Pentz (1606–1664), danski državnik
- Leonora Kristina (1621--1698) ∞ Corfitz Ulfeldt
- Waldemar Kristijan (1622--1656), grof Schleswig-Holstein
- Elizabeta Avgusta (1623--1677) ∞ Hans Lindenov
- Friderik Kristijan (1625--1627)
- Kristina (1626--1670) ∞ Hannibal Sehested (1609–1666), dansko-norveški državnik
- Hedvika (1626--1678) ∞ Ebbe Ulfeldt
- Marija Katarina (1628)
- Dorotea Elizabeta (1629--1687), od 1646 nuna

Poleg žena je imel Kristijan IV. številne ljubice in z njimi še druge otroke.